# Volné lezení

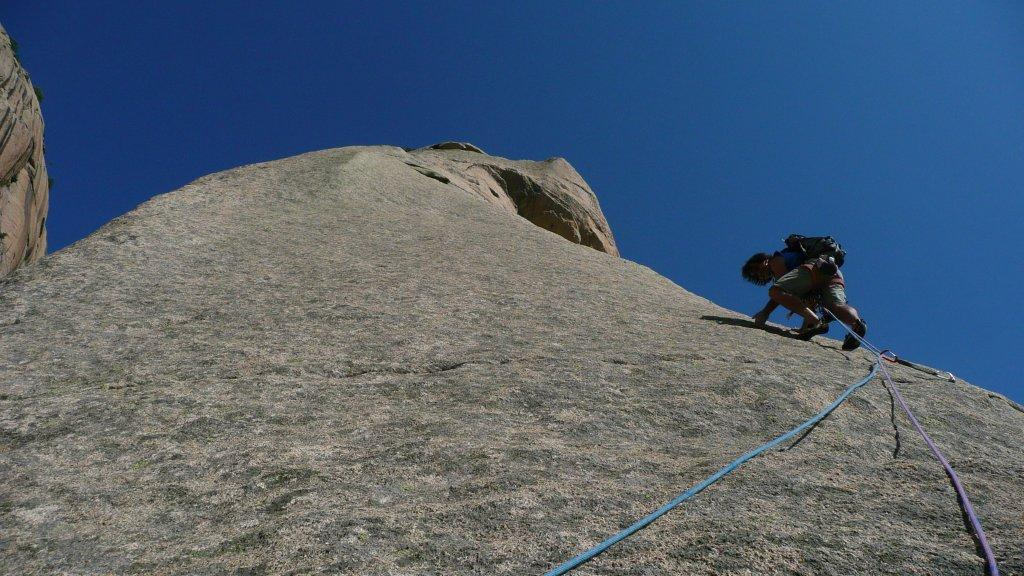
Lezec během volného lezení

Volné lezení je styl horolezectví, při kterém se k pohybu po skále využívá pouze přirozeného povrchu skály a síly lezce. Je protikladem technického lezení, kdy lezec využívá umělé pomůcky (například se drží za skoby, stoupá do žebříčků, pomáhá si přítahem za lano a podobně). Při volném lezení je použití technických pomůcek omezeno na jištění pro případ pádu.
Volné lezení je v současnosti obecně považováno za šetrnější ke skále a sportovně hodnotnější než lezení s umělými pomůckami.
Nejpopulárnějším druhem volného lezení je v dnešní době sportovní lezení.